# Lower Ashton
Lower Ashton – wieś w Anglii, w hrabstwie Devon, w dystrykcie Teignbridge.